# Autodrome Drummond
L’autodrome Drummond est une piste de course automobile sur terre battue de ¹⁄₂ mile située dans la ville de Drummondville dans la région du Centre-du-Québec au Canada.

## Histoire
Les origines de la piste de Drummondville remontent à 1951. À l’époque, la piste était située derrière l’actuel Hôtel Dauphin, sur le boulevard Bernard. Depuis 1968, la piste est située au 1155, Boul. St-Joseph Ouest. Au fil des ans, sa configuration a été modifiée à quelques reprises. Jusqu’en 1998, sa longueur était de 5/8 de mile. En 1999 et 2000, elle avait été réduite à 3/8 de mile avant d’être portée à ½ mile depuis 2001. La piste est actuellement sanctionnée par World Racing Group (DIRT Motorsports Inc.)  et les programmes de course ont lieu principalement le samedi soir de mai à septembre. En plus de courses locales, la piste présente annuellement des événements des séries Super DIRTcar Series et World of Outlaws.